# Hard For Me
Hard For Me – singel promocyjny Michele Morronego z albumu Dark Room.

## Autorstwo i historia wydania
Utwór został napisany i skomponowany przez Michele Morronego, Dominica Buczkowskiego-Wojtaszka oraz Patryka Kumóra. Kompozycja promowała album Dark Room (pojawił się na jego wszystkich, trzech wersjach) oraz film 365 dni.
Utwór znalazł się na kilku kompilacjach, w tym w Hity na czasie: Lato 2020 (album numer 47. na terenie Polski), Bravo Hits 110 (album numer 1. w Niemczech, Austrii i Szwajcarii) oraz The Dome Vol.95.

## Odbiór komercyjny
Utwór stał się międzynarodowym przebojem, jednak dopiero kilka miesięcy po wydaniu samego albumu. Dostał się do oficjalnych list przebojów na terenie Belgii, Portugalii oraz Szwajcarii.
Na terenie Polski utwór znalazł się na 45. pozycji listy notowania AirPlay – Top. Pojawił się on także na 2. pozycji Podwójnej Gorącej 20 (listy przebojów Radia Eska).
Utwór zyskał popularność w mediach streamingowych: zajął 9. pozycję na czeskiej liście Apple Music oraz 1. pozycję na polskiej liście iTunes (w tym serwisie dostał się także do list przebojów Brazylii, Francji, Wielkiej Brytanii, Niemiec, Australii, Kanady, Hiszpanii, Stanów Zjednoczonych oraz Włoch).
Szczególną popularnością singel cieszył się w serwisie Spotify, gdzie dostał się na listy 7. krajów (w przypadku notowań tygodniowych): 145. miejsce w Niemczech, 96. pozycja na terenie Szwajcarii, 131. miejsce w Polsce, 177. w Czechach, 183. w Austrii, 160. w Słowacji oraz 84. w Luksemburgu. Utwór dostał się także do list w 9. państwach (w przypadku list dniowych). Były to: Niemcy (130. miejsce), Brazylia (167. pozycja), Szwajcaria (81. miejsce), Polska (124. pozycja), Czechy (160. miejsce), Austria (137. pozycja), Słowacja (139. miejsce), Portugalia (188. pozycja) i Rumunia (163. miejsce). W tym serwisie został odtworzony ponad 38 milionów razy.

## Odbiór krytyczny
Mike Wass piszący dla blogu Idolator nazwał „Hard For Me” viralowym hitem (ang. viral hit). W kolejnym wersie swojej recenzji opisał utwór jako żałobny hymn (ang. mournful anthem). Do podobnych wniosków doszedł krytyk piszący dla indonezyjskiego serwisu Creative Disc.

## Teledysk
24 lipca 2020 roku, na serwisie YouTube, został opublikowany teledysk do utworu. W ciągu pierwszych dwóch dni zdobył ponad 3 miliony wyświetleń, dostając się tym samym na 10. pozycję najpopularniejszych filmów na YouTube w Polsce. Został on odtworzony ponad 28 milionów razy. Reżyserem teledysku jest Fabrizio Conte; występują w nim Michele Morrone oraz włoska aktorka Emanuela Postacchini.
11 grudnia 2020 roku wyszedł teledysk także do akustycznej wersji utworu.

## Wykonania na żywo
W marcu 2020 roku Michele Morrone wystąpił na antenie Radia Zet w audycji „ZET Akustycznie” i wykonał akustyczną wersję swojego singla oraz 2 innych utworów: „Feel It” oraz cover utworu „Way Down We Go” (piosenki Kaleo).
Utwór ten wykonywał także podczas trasy koncertowej promującej album Dark Room.

## Listy utworów
| Digital download / media strumieniowe | Digital download / media strumieniowe | Digital download / media strumieniowe |
| Nr                                    | Tytuł utworu                          | Długość                               |
| ------------------------------------- | ------------------------------------- | ------------------------------------- |
| 1.                                    | „Hard For Me”                         | 2:57                                  |

| Digital download / media strumieniowe – radio edit | Digital download / media strumieniowe – radio edit | Digital download / media strumieniowe – radio edit | Digital download / media strumieniowe – radio edit |
| Nr                                                 | Tytuł utworu                                       |                                                    | Długość                                            |
| -------------------------------------------------- | -------------------------------------------------- | -------------------------------------------------- | -------------------------------------------------- |
| 1.                                                 | „radio edit”                                       | 2:20                                               |                                                    |

| Digital download / media strumieniowe – radio edit | Digital download / media strumieniowe – radio edit | Digital download / media strumieniowe – radio edit | Digital download / media strumieniowe – radio edit |
| Nr                                                 | Tytuł utworu                                       |                                                    | Długość                                            |
| -------------------------------------------------- | -------------------------------------------------- | -------------------------------------------------- | -------------------------------------------------- |
| 1.                                                 | „wersja albumowa”                                  | 3:00                                               |                                                    |

| Digital download / media strumieniowe – wersja akustyczna | Digital download / media strumieniowe – wersja akustyczna | Digital download / media strumieniowe – wersja akustyczna |
| Nr                                                        | Tytuł utworu                                              | Długość                                                   |
| --------------------------------------------------------- | --------------------------------------------------------- | --------------------------------------------------------- |
| 1.                                                        | „Hard For Me” (wersja akustyczna)                         | 2:36                                                      |

## Personel
|  | - Fabrizio Conte – reżyseria, scenariusz - Morris Bragazzi – scenariusz - Michele Morrone, Emanuela Postacchini – aktorzy - Matteo Stefani, Andrea Biscaro – produkcja wykonawcza - Francesco Di Pierro – operator filmowy - Monica Conte, Elena Andreutti – produkcja - Tommaso Spagnoli – supervisior - Emiliano Composta, Lorenzo Graziani, Niccolò Blanzieri – PA (ang. production assistants) - Loris Galetta – operator steadicam - Alessandro Salzillo, Marco Castaldi, Mattia Gelain – ostrzyciel - Alessandro Veridiani – gaffer - Riccardo Coccia – best boy - Nazareno Savini – maszynista sceny - Fabrizio Conte – edycja - Raffaele Cerracchio – fotograf - Noemi Intino – projektant kostiumów - Claudia de Simone – charakteryzatorka - Giovanni Salaris – stylista fryzur - Agnese Incurvati, Annamaria Modica – księgowi | - Dominic Buczkowski-Wojtaszek – produkcja, kompozycja, tekst, mastering, miksowanie - Patryk Kumór – produkcja, kompozycja, tekst, mastering, miksowanie - Michele Morrone – kompozycja, tekst |

## Notowania

### Tygodniowe
| Terytorium                                                | Notowanie                  | Pozycja | Źr.    |
| --------------------------------------------------------- | -------------------------- | ------- | ------ |
| Belgia                                                    | Ultratop 50 Wallonia       | –       | [ 10 ] |
| Polska                                                    | AirPlay – Top              | 45      | [ 13 ] |
| Portugalia                                                | Portuguese National Top 50 | 12      | [ 11 ] |
| Szwajcaria                                                | Singles Top 100            | 68      | [ 12 ] |
| „–” oznacza, że singiel nie był notowany na danej liście. |                            |         |        |

## Remix R3haba
7 sierpnia 2020 roku został opublikowany remix utworu „Hard For Me” w wykonaniu R3haba (wydany jako singel w formacie digital download i streaming). Utwór został zanotowany na 10. pozycji we włoskiej liście iTunes oraz na liście airplay w Brazylii (74. miejsce).

### Lista utworów
| Digital download / media strumieniowe – R3hab remix | Digital download / media strumieniowe – R3hab remix | Digital download / media strumieniowe – R3hab remix |
| Nr                                                  | Tytuł utworu                                        | Długość                                             |
| --------------------------------------------------- | --------------------------------------------------- | --------------------------------------------------- |
| 1.                                                  | „Hard For Me” (R3hab Remix)                         | 2:11                                                |

### Historia wydania
| Obszar     | Data            | Format                      | Wytwórnia                             | Przypis |
| ---------- | --------------- | --------------------------- | ------------------------------------- | ------- |
| Cały świat | 7 sierpnia 2020 | digital download, streaming | Polydor Germany                       | [ 37 ]  |
| Cały świat | 7 sierpnia 2020 | digital download, streaming | Agora/Universal Music/Polydor Germany | [ 34 ]  |
| Polska     | 7 sierpnia 2020 | digital download, streaming | Agora/Universal Music                 | [ 36 ]  |

## Historia wydania
| Obszar     | Data           | Format                      | Wersja          | Wytwórnia                             | Przypis |
| ---------- | -------------- | --------------------------- | --------------- | ------------------------------------- | ------- |
| Włochy     | 31 lipca 2020  | radio edit/CHR              | oryginał        | Polydor Germany/Universal Music       | [ 38 ]  |
| Cały świat | 31 lipca 2020  | digital download, streaming | wersja albumowa | Polydor Germany/Universal Music       | [ 29 ]  |
| Cały świat | 14 lutego 2020 | digital download, streaming | akustyczna      | Agora/Universal Music                 | [ 30 ]  |
| Cały świat | 14 lutego 2020 | digital download, streaming | oryginał        | Agora/Universal Music/Polydor Germany | [ 28 ]  |
| Polska     | 14 lutego 2020 | digital download, streaming | oryginał        | Agora                                 | [ 39 ]  |